# Huevocartoon
Huevocartoon.com é um site de animações onde os personagens principais são ovos e realizam sátiras sobre vários aspectos culturais e sociais de uma forma bem-humorada e irreverente. O tipo de humor utilizado é de uma forma muito particular no melhor estilo mexicano: zombeteiro, brincalhão e com uma boa medida de duplo sentido, e sátira de estereótipos como o bêbado, o homem mexicano, políticos e muitos outros. Entre as animações mais populares incluem: Los Poeta Huevos, Los Huevos Rancheros, Los Huevos Bongó e Los Huevos Ahogados.
Essa empresa de entretenimento e produção criada por Rodolfo Riva Palacio Alatriste, Zepeda Carlos Chehaibar, Gabriel Riva Palacio Alatriste e Rodolfo Riva Palacio Velasco em novembro de 2001. O site Huevocartoon.com foi lançado oficialmente no dia 6 janeiro de 2002.